# Ka (mitologija)
Kip Ka je vrsta staroegipčanskega kipa, namenjen zagotavljanju počivališča za Ka ali dušo osebe po smrti. Stari Egipčani so verjeli, da Ka (ali življenjska sila), skupaj s fizičnim telesom ba (osebnost ali duša) in ach (senca), sestavlja pet vidikov osebe.
V egiptologiji vloga Ka dolgo ni bila jasna. V preteklih objavah je bila predmet različnih interpretacij. Očitne kontradikcije temeljijo na številnih spremembah Ka-koncepta v egipčanski mitologiji. Spreminjanje svetovnih nazorov Egipčanov zato povzroča spreminjanje mitologije Ka. Zato je treba Ka vedno obravnavati v odnosu do vsake dobe.

## Vloga Ka
Ka nastane skupaj s telesom, kar pomeni, da nastane v nosečnosti. Je vir vitalnosti; s svojo prisotnostjo daje človeškemu bitju navdih in krepitev. Po smrti Ka ostaja blizu trupla. Zdaj je njegova glavna naloga, da zaščiti mrtvega in da mu pomaga v življenje po smrti, ki je enako kot prejšnje. Bivališče Ka je zgrajeno posebej zanj s kipom v grobu. Zaželeno je, da je Ka združen z mrtvim; ločitev od pokojnika se šteje za večjo nesrečo in je zato treba krivca za to kaznovati. V starem kraljestvu so Ka darovali hrano in pijačo, da bi mogel živeti. Ti pridatki in intenzivna nega smrti je bila rezervirana samo za člane plemstva.
Hieroglif, ki predstavlja ka, je sestavljen iz para navzgor postavljenih rok, ki so včasih upodobljene na vrhu glave kipa, da okrepijo svoj pomen. Kip Ka bi se lahko naredil tudi kot neke vrste spomin na umrlega za nenavzočnost; na primer v Abidosu jih je bilo več sto, da bi mrtvi sodelovali v letnih praznikih, ki obeležujejo vstajenje Ozirisa. 
| D28 |

| D28 |

Ka kipi so bili po navadi izrezljani iz lesa ali kamna in včasih pobarvani v podobi lastnika za okrepitev duhovne povezave in ohranitev spomina osebe za večnost. Veliko Ka kipov je bilo postavljenih v namenski pogrebni kapeli ali niši, ki je bila lahko urejena z ustreznimi napisi.  Kot večina starodavnih egiptovskih kipov, tudi Ka kipi prikazujejo togo prednjo stran, v kateri je telo zelo formalno prikazano. Naj sedi ali stoji, njihova drža odraža potrebo da kip "vidi" realen svet pred seboj in se ravna po idealnih standardih lepote in popolnosti.
Ker so stari Egipčani verjeli, da kipi čudežno dojemajo svet, so mu duhovniki v posebnem obredu slovesno vdahnili življenje. V polni različici te slovesnosti so se obredno dotaknili ust, oči, nosa, ušes, da bi kip dobil moč sape, vida, vonja in sluha.